# Cheilotrichia palauensis
Cheilotrichia palauensis là một loài ruồi trong họ Limoniidae. Chúng phân bố ở miền Australasia.